# Gradec (quartier de Zagreb)
Pour les articles homonymes, voir Gornji Grad.
 (février 2024).
Si vous disposez d'ouvrages ou d'articles de référence ou si vous connaissez des sites web de qualité traitant du thème abordé ici, merci de compléter l'article en donnant les références utiles à sa vérifiabilité et en les liant à la section « Notes et références ».
Gradec, parfois appelé Gornji Grad, est une partie historique de Zagreb en Croatie située sur la colline de Gornji Grad.
La place Saint-Marc, qui entoure l'Église Saint-Marc de Zagreb, est le point central de Gradec. Sur cette place on trouve le Sabor (parlement croate) ainsi que le bâtiment abritant le Gouvernement de la République de Croatie.